# Kearns, New South Wales
Kearns este o suburbie în Sydney, Australia.